# Фрідріх фон Беттіхер
Фрідріх Вільгельм фон Беттіхер (нім. Friedrich Wilhelm von Boetticher; 14 жовтня 1881, Геррнгут — 28 вересня 1967, Білефельд) — німецький військовий діяч, генерал артилерії вермахту. Кавалер Лицарського хреста Хреста Воєнних заслуг з мечами.

## Біографія
1 квітня 1900 року вступив в 28-й польовий артилерійський полк. Закінчив Військову академію (1913) і був переведений до Управління військових сполучень Великого Генштабу. Учасник Першої світової війни. У листопаді 1915 року направлений до складу військової місії в Софії. Після демобілізації армії зарахований в рейхсвер, займав пости начальника відділу Військового управління Імперського військового міністерства — аналога забороненого Генштабу. З лютого 1928 по жовтень 1929 року — військовий представник Німеччини в Лізі Націй, після чого продовжив службу у Військовому міністерстві. З квітня 1933 року — військовий і військово-повітряний аташе німецького посольства у Вашингтоні, одночасно з лютого 1938 року — військовий аташе в Мексиці. У червні 1942 року переведений в резерв ОКГ і з грудня очолював Центральне управління ОКВ, яке займалося забезпеченням роботи ОКВ. У квітні 1945 року взятий в полон союзниками. У 1947 р звільнений. Помер в Білефельді.

## Звання
- Фанен-юнкер (1 квітня 1900)
- Фенріх (21 жовтня 1900)
- Лейтенант (25 серпня 1901)
- Оберлейтенант (22 травня 1909)
- Гауптман (1 жовтня 1913)
- Майор (18 травня 1918)
- Оберстлейтенант (1 листопада 1924)
- Оберст (1 березня 1927)
- Генерал-майор (1 жовтня 1931)
- Генерал-лейтенант (1 жовтня 1933)
- Генерал артилерії вермахту (1 квітня 1940)
- Генерал артилерії (1 квітня 1940)

## Нагороди
- Залізний хрест 2-го і 1-го класу
- Орден «За заслуги» (Баварія) 4-го класу з мечами
- Орден Заслуг (Саксонія), лицарський хрест 1-го класу з мечами і короною
- Орден Альберта (Саксонія), лицарський хрест 1-го класу з мечами
- Орден Фрідріха (Вюртемберг), лицарський хрест 1-го класу з мечами
- Ганзейський Хрест (Гамбург)
- Хрест «За військові заслуги» (Австро-Угорщина) 3-го класу з військовою відзнакою
- Орден «Османіє» 4-го класу з шаблями (Османська імперія)
- Срібна медаль «Ліакат» (Османська імперія)
- Галліполійська зірка (Османська імперія)
- Орден «За хоробрість» 4-го ступеня, 1-й клас (Третє Болгарське царство)
- Орден «Святий Олександр», офіцерський хрест (Третє Болгарське царство)
- Орден «За військові заслуги» (Болгарія), командорський хрест
- Королівський орден дому Гогенцоллернів, лицарський хрест з мечами (3 травня 1918)
- Військовий орден Святого Генріха, лицарський хрест (9 листопада 1918)
- Хрест «За вислугу років» (Пруссія)
- Орден Святого Йоанна (Бранденбург), почесний лицар
- Почесний хрест ветерана війни з мечами
- Медаль «За вислугу років у Вермахті» 4-го, 3-го, 2-го і 1-го класу (25 років)
- Хрест Воєнних заслуг 2-го і 1-го класу з мечами
- Лицарський хрест Хреста воєнних заслуг з мечами (27 травня 1942)